# 伊藤準規
伊藤 準規（いとう じゅんき、1991年1月7日 - ）は、愛知県稲沢市出身の元プロ野球選手（投手、右投左打）、YouTuber、プロダーツプレイヤー（JAPAN所属）。

## 経歴

### プロ入り前
小学生のとき稲沢リトル（硬式）で野球を始め、中学時代は父親の創設したヤングリーグ「西尾張ドリームス」でエースとして全国大会に出場。高校進学にあたっては、地元私学からの誘いもあったが、愛知県では愛工大名電、中京大中京、東邦など一部私学の甲子園出場寡占状態に鑑みたうえで、甲子園出場を目指す本人の希望もあり、越境して岐阜県立岐阜城北高等学校へ進学する。
岐阜城北時代は1年秋からエースとして活躍。夏の県大会では2007年（2年時）に準々決勝の清翔高校（現：岐阜聖徳）戦にてノーヒットノーランを達成、チームの中軸打者として本塁打も記録している。3年夏の県大会では4回戦で敗退。
2008年のドラフト会議で中日ドラゴンズから2位指名を受け11月30日に仮契約した。12月13日に入団発表があり、背番号18に決定。

### 中日時代
2009年9月30日の読売ジャイアンツ戦（ナゴヤドーム）でプロ入り初登板を果たす。同試合は立浪和義の引退試合であり、「子供の頃からドラゴンズファンの自分にとって、憧れていた立浪さんの引退試合が自分の初登板の試合になったというのが一番の思い出」と、後年語っている。直後の10月3日、ファーム日本選手権の先発投手として登板し、5回1/3を無失点に抑え勝ち投手となった。クライマックスシリーズでは第5戦の9回に登板している。
2010年は開幕ローテーション入りし、開幕3戦目（3月28日）の広島東洋カープ戦でプロ入り初先発を果たす。4月4日の阪神タイガース戦にて、8回1失点でプロ初勝利を挙げた（中日での10代先発勝利投手は1989年の今中慎二以来21年ぶり）。ただし次の巨人戦ではクイックモーションができず簡単に盗塁を許し、2回3失点でKOとなり二軍落ちした。その後は右肘痛もあり一軍への再昇格はなかった。
2011年は7月3日の巨人戦で初登板し、5回途中まで完全に抑えるなど7回2/3を2失点に抑えて勝利投手となり、交流戦後初のカード勝ち越しに貢献した。10月1日の阪神戦で急遽リリーフとして登板し勝利投手となるが、2勝に留まった。
2012年は1勝に終わるも、クライマックスシリーズファイナルステージの第2戦に先発。巨人打線を相手に7回2/3を2失点と好投し、勝利投手となった。第6戦でも先発したが、1回1/3を5安打3失点でKOされ、日本シリーズ進出を逃した。
2013年4月3日のウエスタン・リーグ広島戦での登板中、右肘の違和感を訴え、4月9日に右肘関節外側側副靱帯損傷と発表された。同年オフにドラフト1位で入団した鈴木翔太が背番号18となり、伊藤は65へ変更となった。
2014年は、8月に一軍に昇格。8月22日の巨人戦にて中継ぎとして登板するも、1回1失点で敗戦投手となる。その後は勝ち星こそつかなかったものの、6先発中4回でクオリティ・スタートを記録するなどした。
2015年は2試合の登板にとどまり、防御率は5点台後半と振るわなかった。
2016年は7月29日の阪神戦（阪神甲子園球場）で4年ぶりの勝利投手となる。しかし、防御率は6.05と振るわなかった。
2017年は開幕を二軍で迎えるが、5月2日に一軍昇格。リリーフとして0勝1敗9ホールド、防御率2.35という成績を残し、9月5日の巨人戦から先発へ転向。だが9月23日の横浜DeNAベイスターズ戦では8失点を喫した。
2018年は中継ぎ投手として開幕一軍を勝ち取るが、一軍での登板は11試合にとどまる。
2019年も中継ぎ投手としての起用を見込まれたが、2月のキャンプ序盤に右肘痛を発症し、別メニューで調整。開幕後は4月9日、二軍の福岡ソフトバンクホークス戦でシーズン初登板。故障再発を危惧し、登板間隔を開ける慎重な起用となった。18試合に登板し、防御率0.48と安定した成績で、不調の田島慎二に代わって6月17日一軍に昇格。翌18日の埼玉西武ライオンズ戦（ナゴヤドーム）で3番手としてシーズン初登板。しかし、1回1/3を被安打7、8失点という大炎上を喫する。この日は先発の阿知羅拓馬も4回1/3を被安打10、8失点と炎上しており、チームはナゴヤドームワーストタイの16失点を記録。同試合以降登板はなく、7月1日に登録を抹消される。抹消後の二軍では好投を続け、30試合の登板で1勝0敗4セーブ、失点は5月9日の阪神戦における1点のみで、防御率0.29という格の違いを見せつけた。しかし、8月に右肘の違和感が再発し、一軍再昇格は叶わずシーズンを終える。投球練習が可能な状態ではあったが、毎年見舞われる右肘痛により手術を決断し、10月17日に神奈川県横浜市内の病院にて右肘関節形成術を受ける。11月12日の契約更改では300万円ダウンの推定年俸1100万円でサインした。
2020年は一軍登板がなく、11月3日に球団より戦力外通告を受けた。現役続行を目指し、2020年12月7日の12球団合同トライアウトへ参加、3者連続三振を奪った。しかし他球団から声は掛からず、12月18日に自身のInstagramにて現役引退を表明。

### 現役引退後
2021年2月27日放送のCBCラジオ『若狭敬一のスポ音』にゲスト出演し、1月から実兄の経営する不動産会社にてサラリーマンとして働いていると明かした。実兄からはメディア出演を「どんどんやれ」と言われており、同年4月17日にはYouTubeでの配信活動を開始。Spotifyでのラジオ配信も行っている。2025年現在は名東区にある名東トラスト不動産株式会社にてアンバサダー兼、住宅ローン（フラット35）、不動産仲介を担当している。
2025年4月には、プロダーツ選手に転身した。

## 選手としての特徴・人物
ストレートは最速153km/hを記録し、そのほかスライダーとフォークボールを操る。クイックモーションと故障の多さを課題とした。
新人時代から「イケメン右腕」としてオフのイベントなどへ頻繁に参加させられ、ファンから人気を博していた。その容姿を生かし、引退後の不動産会社入社後は、企業広告やモデルの仕事も始めているという。

## 詳細情報

### 年度別投手成績
| 年 度      | 球 団      | 登 板 | 先 発 | 完 投 | 完 封 | 無 四 球 | 勝 利 | 敗 戦 | セ 丨 ブ | ホ 丨 ル ド | 勝 率 | 打 者 | 投 球 回 | 被 安 打 | 被 本 塁 打 | 与 四 球 | 敬 遠 | 与 死 球 | 奪 三 振 | 暴 投 | ボ 丨 ク | 失 点 | 自 責 点 | 防 御 率 | W H I P |
| ---------- | ---------- | ----- | ----- | ----- | ----- | -------- | ----- | ----- | -------- | ----------- | ----- | ----- | -------- | -------- | ----------- | -------- | ----- | -------- | -------- | ----- | -------- | ----- | -------- | -------- | ------- |
| 2009       | 中日       | 1     | 0     | 0     | 0     | 0        | 0     | 0     | 0        | 0           | ----  | 4     | 1.0      | 0        | 0           | 0        | 0     | 1        | 1        | 0     | 0        | 0     | 0        | 0.00     | 0.00    |
| 2010       | 中日       | 3     | 3     | 0     | 0     | 0        | 1     | 1     | 0        | 0           | .500  | 57    | 14.0     | 11       | 1           | 7        | 0     | 0        | 12       | 0     | 0        | 6     | 6        | 3.86     | 1.29    |
| 2011       | 中日       | 9     | 7     | 0     | 0     | 0        | 2     | 4     | 0        | 0           | .333  | 196   | 42.2     | 46       | 0           | 19       | 0     | 8        | 27       | 2     | 0        | 23    | 17       | 3.59     | 1.52    |
| 2012       | 中日       | 2     | 2     | 0     | 0     | 0        | 1     | 0     | 0        | 0           | 1.000 | 35    | 9.2      | 3        | 0           | 5        | 0     | 0        | 3        | 1     | 1        | 1     | 1        | 0.93     | 0.83    |
| 2014       | 中日       | 9     | 7     | 0     | 0     | 0        | 0     | 2     | 0        | 0           | ----  | 186   | 38.2     | 48       | 3           | 23       | 1     | 4        | 24       | 3     | 0        | 23    | 17       | 3.96     | 1.84    |
| 2015       | 中日       | 2     | 1     | 0     | 0     | 0        | 0     | 0     | 0        | 0           | .000  | 33    | 6.1      | 9        | 0           | 3        | 0     | 1        | 3        | 0     | 0        | 6     | 4        | 5.68     | 1.90    |
| 2016       | 中日       | 6     | 3     | 0     | 0     | 0        | 1     | 2     | 0        | 0           | .333  | 89    | 19.1     | 22       | 2           | 9        | 0     | 0        | 12       | 1     | 0        | 14    | 13       | 6.05     | 1.60    |
| 2017       | 中日       | 39    | 4     | 0     | 0     | 0        | 0     | 2     | 0        | 9           | .000  | 276   | 62.2     | 59       | 5           | 33       | 0     | 4        | 57       | 1     | 0        | 28    | 27       | 3.88     | 1.47    |
| 2018       | 中日       | 11    | 0     | 0     | 0     | 0        | 2     | 0     | 0        | 1           | 1.000 | 65    | 13.2     | 13       | 2           | 11       | 0     | 2        | 6        | 3     | 0        | 6     | 6        | 3.95     | 1.76    |
| 2019       | 中日       | 1     | 0     | 0     | 0     | 0        | 0     | 0     | 0        | 0           | ----  | 13    | 1.1      | 7        | 0           | 2        | 0     | 0        | 1        | 1     | 0        | 8     | 8        | 54.00    | 6.75    |
| 通算：10年 | 通算：10年 | 83    | 27    | 0     | 0     | 0        | 7     | 11    | 0        | 10          | .389  | 954   | 209.1    | 218      | 13          | 112      | 1     | 20       | 146      | 12    | 1        | 115   | 99       | 4.26     | 1.58    |

### 年度別守備成績
| 年 度 | 球 団 | 投手  | 投手  | 投手  | 投手  | 投手  | 投手     |
| 年 度 | 球 団 | 試 合 | 刺 殺 | 補 殺 | 失 策 | 併 殺 | 守 備 率 |
| ----- | ----- | ----- | ----- | ----- | ----- | ----- | -------- |
| 2009  | 中日  | 1     | 1     | 0     | 0     | 0     | 1.000    |
| 2010  | 中日  | 3     | 2     | 2     | 0     | 1     | 1.000    |
| 2011  | 中日  | 9     | 2     | 10    | 1     | 1     | .923     |
| 2012  | 中日  | 2     | 2     | 0     | 0     | 0     | 1.000    |
| 2014  | 中日  | 9     | 1     | 9     | 2     | 1     | .833     |
| 2015  | 中日  | 2     | 0     | 1     | 0     | 0     | 1.000    |
| 2016  | 中日  | 6     | 0     | 1     | 0     | 0     | 1.000    |
| 2017  | 中日  | 39    | 5     | 6     | 0     | 0     | 1.000    |
| 2018  | 中日  | 11    | 0     | 3     | 0     | 0     | 1.000    |
| 2019  | 中日  | 1     | 0     | 0     | 0     | 0     | ----     |
| 通算  | 通算  | 83    | 13    | 32    | 3     | 3     | .938     |

### 記録
投手記録
- 初登板：2009年9月30日、対読売ジャイアンツ24回戦（ナゴヤドーム）、3回表に2番手で救援登板、1回無失点
- 初奪三振：同上、3回表に谷佳知から空振り三振
- 初先発：2010年3月28日、対広島東洋カープ3回戦（ナゴヤドーム）、4回2失点（勝敗付かず）
- 初勝利・初先発勝利：2010年4月4日、対阪神タイガース3回戦（ナゴヤドーム）、8回1失点
- 初ホールド：2017年5月21日、対広島東洋カープ9回戦(ナゴヤドーム)、6回表に2番手で救援登板2回1失点

打撃記録
- 初安打：2011年7月30日、対広島東洋カープ11回戦（MAZDA Zoom-Zoom スタジアム広島）、3回表に篠田純平から一塁内野安打

### 背番号
- 18（2009年[1] - 2013年）
- 65（2014年[11] - 2020年）